# Gornja Koznica
Gornja Koznica (em cirílico: Горња Козница) é uma vila da Sérvia localizada no município de Surdulica, pertencente ao distrito de Pčinja. A sua população era de 44 habitantes segundo o censo de 2011.

## Demografia
| 1948 | 1953 | 1961 | 1971 | 1981 | 1991 | 2002 | 2011 |
| ---- | ---- | ---- | ---- | ---- | ---- | ---- | ---- |
| 257  | 262  | 264  | 215  | 209  | 115  | 77   | 44   |